# Evropski komisar
Evropski komisar je član izvršilne veje Evropske unije Evropske komisije.
Trenutni sklic Evropske komisije ima 27 evropskih komisarjev, med katerimi so tudi predsednik ter podpredsedniki. Vsak od komisarjev prihaja iz ene od članic Evropske unije in je zadolžen za določeno področje, kot so npr. pravo, finance, zdravstvo, promet ... Njihov mandat traja 5 let.

## Slovenski evropski komisarji
Glej članek: Seznam slovenskih evropskih komisarjev
Trenutna slovenska evropska komisarka je Marta Kos, ki je zadolžena za širitev.

## Seznam komisarskih področij
- Evropski komisar za trgovino
- Evropski komisar za ekonomijo
- Evropski komisar za okolje
- Evropski komisar za konkurenco
- Evropski komisar za promet
- Evropski komisar za energijo
- Evropski komisar za kmetijstvo in razvoj podeželja
- Evropski komisar za humanitarno pomoč in krizno upravljanje
- Evropski komisar za spodbujanje našega evropskega načina življenja
- Evropski komisar za izobraževanje, kulturo, mladino in šport
- Evropski komisar za zdravje in varnost hrane